# Pokrowske (Nikopol)
Pokrowske (ukrainisch Покровське; russisch Покровское Pokrowskoje) ist ein Dorf im Südwesten der ukrainischen Oblast Dnipropetrowsk mit etwa 5000 Einwohnern.
Das Dorf wurde 1775 gegründet und liegt am Ufer des Kachowkaer Stausees südlich der ukrainischen Nationalstraße N 23, 19 Kilometer westlich der Rajonshauptstadt Nikopol und 121 Kilometer südwestlich der Oblasthauptstadt Dnipro.

## Verwaltungsgliederung
Am 12. Juni 2020 wurde das Dorf zum Zentrum der neugegründeten Landgemeinde Pokrowske (Покровська сільська громада/Pokrowska silska hromada). Zu dieser zählten auch die 12 in der untenstehenden Tabelle aufgelisteten Dörfer, bis dahin bildete es zusammen mit den Dörfern Kapuliwka, Kateryniwka, Krasne, Nabereschne und Schachtar die gleichnamige Landratsgemeinde Pokrowske (Покровська сільська рада/Pokrowska silska rada) im Südwesten des Rajons Nikopol.
Folgende Orte sind neben dem Hauptort Pokrowske Teil der Gemeinde:
| Name                     | Name           | Name                             |
| ukrainisch transkribiert | ukrainisch     | russisch                         |
| ------------------------ | -------------- | -------------------------------- |
| Chmelnyzke               | Хмельницьке    | Хмельницкое (Chmelnizkoje)       |
| Kapuliwka                | Капулівка      | Капуловка (Kapulowka)            |
| Kateryniwka              | Катеринівка    | Катериновка (Katerinowka)        |
| Krasne                   | Красне         | Красное (Krasnoje)               |
| Nabereschne              | Набережне      | Набережное (Nabereschnoje)       |
| Nowosofijiwka            | Новософіївка   | Новософиевка (Nowosofijewka)     |
| Oleksijiwka              | Олексіївка     | Алексеевка (Aleksejewka)         |
| Prymiske                 | Приміське      | Пригородное (Prigorodnoje)       |
| Putyliwka                | Путилівка      | Путиловка (Putilowka)            |
| Schachtar                | Шахтар         | Шахтёр (Schachtjor)              |
| Starosawodske            | Старозаводське | Старозаводское (Starosadowskoje) |
| Stepowe                  | Степове        | Степовое (Stepowoje)             |